# Нікольське (Буландинський район)
Ні́кольське (каз. Никольское) — село у складі Буландинського району Акмолинської області Казахстану. Адміністративний центр Нікольського сільського округу.
Населення — 1153 особи (2021; 2051 у 2009, 2675 у 1999, 3251 у 1989).
Національний склад станом на 1989 рік:
- росіяни — 48 %;
- німці — 24 %.